# Плисив Яр
Плисив Яр (укр. Плисів Яр) — ботанический заказник местного значения на Украине.

## Расположение
Заказник расположен на территории Гребёнковского района Полтавской области. Находится в 3 километрах к югу от села Овсюки.

## Описание
Площадь заказника составляет 10 га (0,1 км2). Образован по решению Полтавского областного совета от 27 октября 1994 года. Статус природоохранной территории присвоен с целью сохранения растительного мира разветвленной балочной системы. На территории заказника зарегистрировано 20 редких видов животных.

## Галерея

Растительность заказника
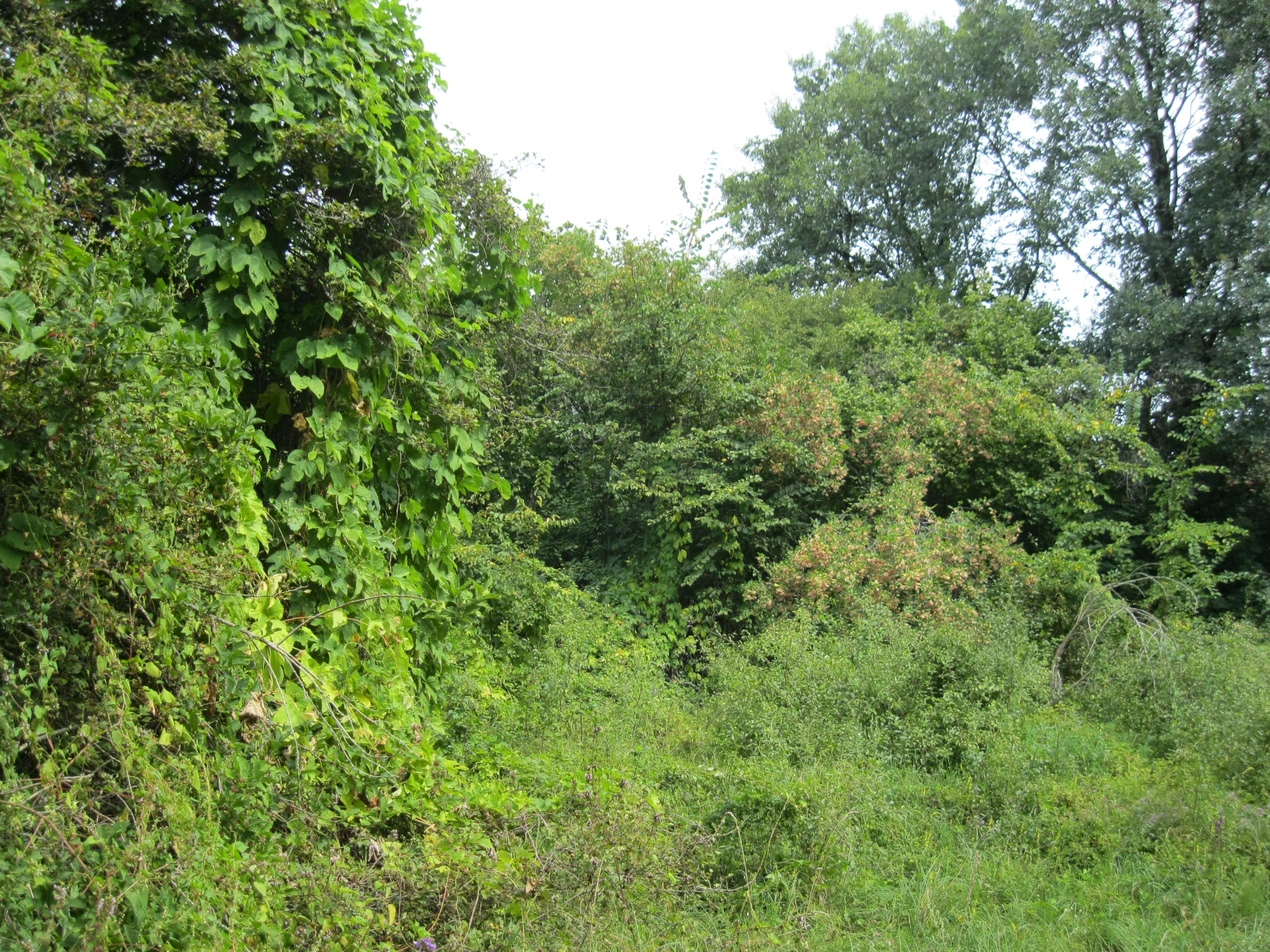
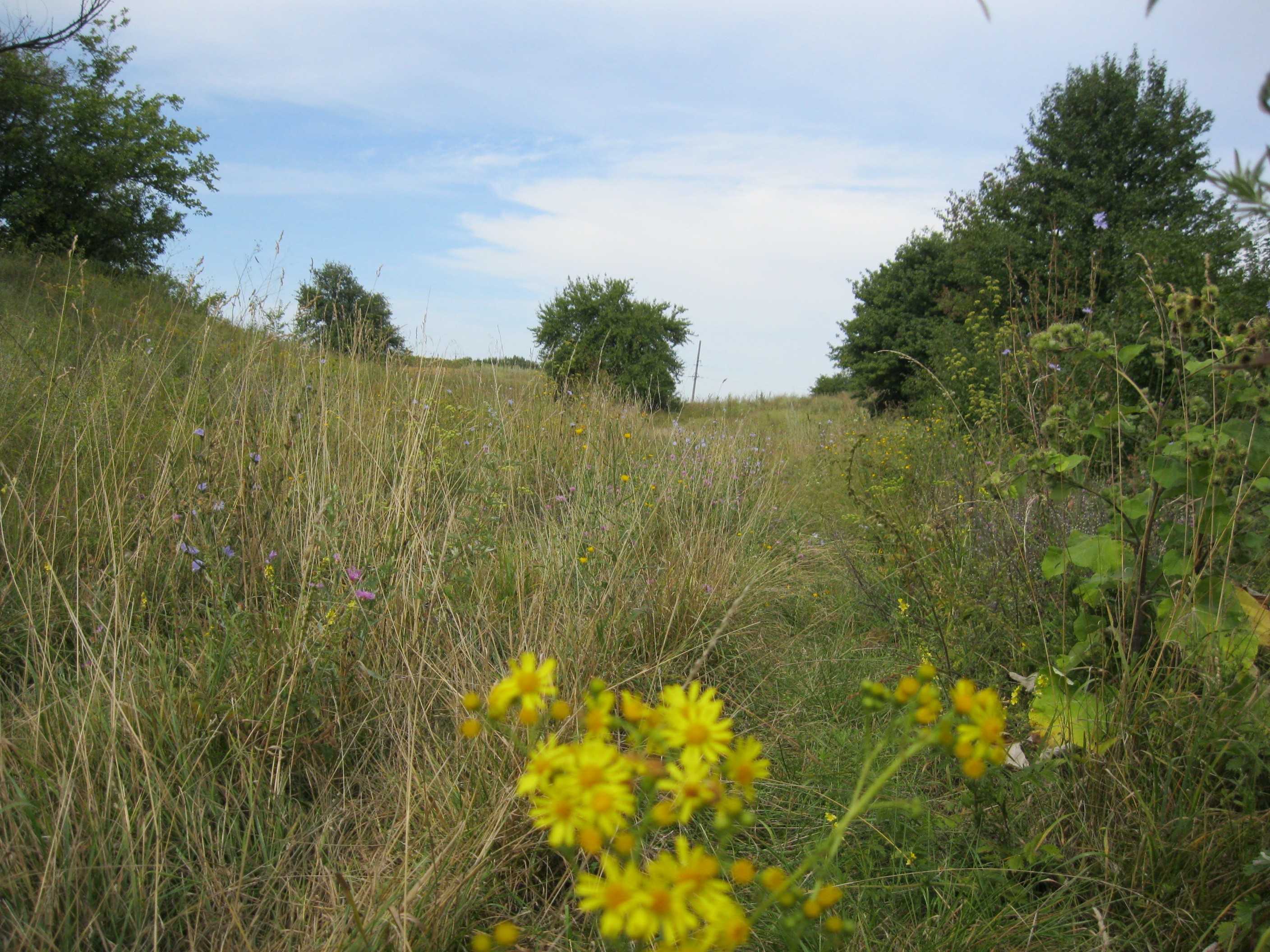
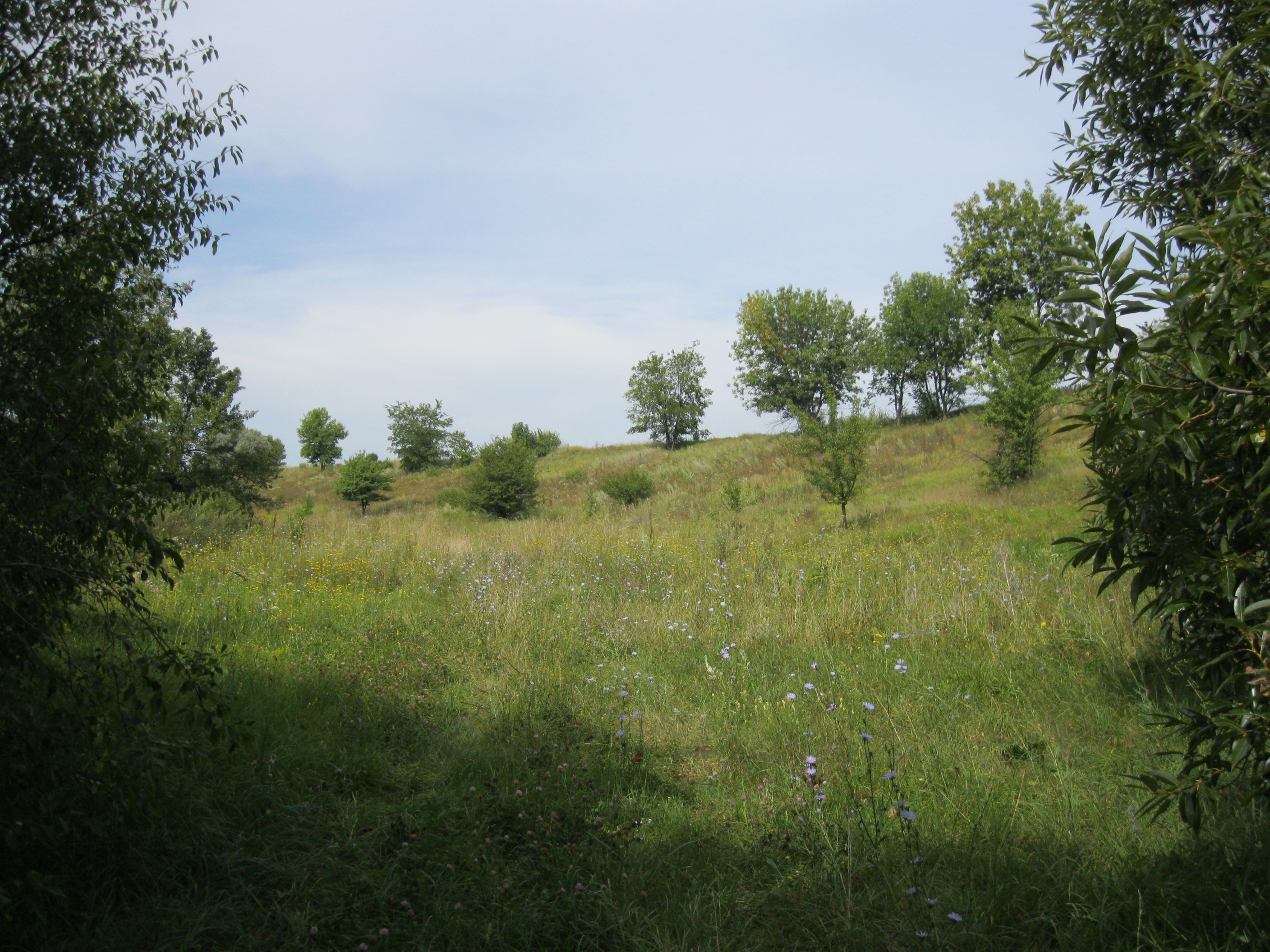